# Olkamangi
Olkamangi, Fins: Olkamanki, is een dorp in Zweden op minder dan tien kilometer van de grens met Finland. Het ligt in de gemeente Övertorneå aan een weg naar het binnenland, die van de Riksväg 99 af komt.
Er ligt ten westen van het dorp een meer met een oppervlakte van nauwelijks 1 km², het Olkamanginjärvi.
Bestuurscentrum: Övertorneå waaronder Turovaara
Tätort: Hedenäset · Juoksengi · Svanstein
Småort: Aapua · Haapakylä · Jänkisjärvi · Kuivakangas · Maaherra, Aili en Kieri · Neistenkangas · Pello · Poikkijärvi · Pudas · Rantajärvi
Overig: Alkullen · Armasjärvi · Bäckesta · Ekfors · Härkäsaadio · Hirvijärvi · Kannusjärvi · Kukasjärvi · Koutojärvi · Kuurajärvi · Kuusijärvi · Liehittäjä · Littiäinen · Luppio · Matojärvi · Mettäjärvi · Mukkajärvi · Oja · Olkamangi · Orjasjärvi · Pallakka · Penttäjä · Persomajärvi · Pirttijärvi · Potila · Puhkuri · Raitajärvi · Risudden-Vitsaniemi · Ruokojärvi · Ruskola · Siekasjärvi · Soukolojärvi · Soukolojoki · Vyöni · Ylinenjärvi · Ylinenjoki